# 富田薫のアサコレ!
『富田薫のアサコレ!』（とみたかおるのアサコレ!）はKBCラジオで2016年4月4日から始まった平日早朝の生ワイド番組。放送時間は平日 5:10 - 6:30。2021年3月26日終了。
この番組は、KBCアナウンサーの富田薫が、自身が得意とする軽妙なトークに加え、音楽と情報を送る80分の生ワイド番組である。
なお、年末年始は休止となる代わりに5:10 - 6:00の枠で同じく富田薫がパーソナリティを務めるドント・ストップが放送される。

## パーソナリティ
- 富田薫

## タイムテーブル
- 5:10  オープニング
- 5:15  アサコレ！トピックス
- 5:20　松永ひろきの毎日笑顔！元気塾（金のみ）
- 5:25  アサコレ！コーヒーブレイク
- 5:30  アサコレ！スポーツ
- 5:40  アサコレ！九州・福岡
- 5:54　KBCニュース
- 6:00　ENEOSプレゼンツ あさナビ
- 6:10  アサコレ！コラム
- 6:18　ジャパネットたかた ラジオショッピング
- 6:23  アサコレ！リクエスト

過去のコーナー
- アサコレ！GO！GO！GO！（月~木）
- JFマリンバンク海の天気予報

いずれも2019年3月をもって終了。
- おなかワンダーランド（金のみ）

2019年4月より小柳有紀の朝はのんびりに移動。